# Emanuel Guevara
Pour les articles homonymes, voir Guevara.
Emanuel Domingo Guevara Arguello, né le 7 février 1989 à San Luis, est un coureur cycliste argentin.

## Biographie
En 2013, lors du Tour de San Luis il se révèle au grand public en remportant en solitaire la cinquième étape après être partie dans une échappée avec le Tchèque Martin Hačecký, qu'il lâche dans l'ascension finale. Il s'adjuge également le maillot de meilleur grimpeur du Tour.

## Palmarès
- 2010
  - 6e étape du Tour de Mendoza
- 2012
  - Gran Premio Aniversario Ciudad de San Luis
- 2013
  - 5e étape du Tour de San Luis
- 2017
  - Vuelta de La Florida[1]
  - 2e étape de la Vuelta Tupungato
  - 3e de la Vuelta Tupungato

## Classements mondiaux
| Année            | 2010 | 2011 | 2012 | 2013 |
| ---------------- | ---- | ---- | ---- | ---- |
| UCI America Tour | 114e |      |      | 162e |